# راهن (حديبو)

تعديل مصدري - تعديل

راهن هي إحدى قرى مديرية حديبو التابعة لمحافظة سقطرى، بلغ تعداد سكانها 142 نسمة حسب تعداد اليمن لعام 2004.